# BlueGriffon
BlueGriffon（ブルーグリフォン）は、Webオーサリングツールのひとつ。WYSIWYG方式でのウェブページの編集が行える。自由ソフトウェアであり、無料で配布されていた。

## 概要
BlueGriffonは、GeckoをベースにHTML5やCSS3などの最新のWeb標準技術に対応したWebオーサリングツールである。GeckoベースのWebオーサリングツールとして、Mozilla Composer及び、その派生版であるNvu、KompoZerがあるが、BlueGriffonはそこからさらに派生したソフトウェアである。BlueGriffonが開発されるまでの経緯については、BlueGriffonの公式サイトにある Daniel Glazmanのメッセージや、Nvu、KompoZerの項を参照のこと。
2008年10月13日にリリースされたWindows用のマイナーバージョンでは、XULRunner 1.9.1b1preもバンドルされている。
2011年5月11日に初の正式版となる1.0が公開された。設定で日本語表示に切り替えることもできる。
2019年10月14日にリリースされたバージョン3.1以降は開発が中断され、2024年3月に開発終了が宣言された。

## 機能
この項はマイナーバージョンのみリリースされている段階で確認されている機能、あるいは実装する予定のものである。

### テンプレートマネージャー
登録されたテンプレートを管理、使用するための機能である。